# Malomsok
Malomsok is een plaats (község) en gemeente in het Hongaarse comitaat Veszprém. Malomsok telt 576 inwoners (2001).